# Bette Henritze
Bette Joan Henritze, nota anche con lo pseudonimo di Bette Howe (Betsy Layne, 23 maggio 1924 – Lynbrook, 22 febbraio 2018), è stata un'attrice statunitense.
Figlia di una segretaria e di un elettricista, nacque nel Kentucky e si trasferì a New York per studiare all'Accademia americana d'arte drammatica e ai HB Studio.
Ha preso parte in diversi ruoli a partire dagli anni cinquanta, soprattutto in ruoli televisivi; al cinema, è nota per aver recitato nel 2001 in Lontano dal paradiso. È stata attiva anche in teatro.
Nel 2009 si è ritirata dalle scene.